# سوید (غذای ایسلندی)

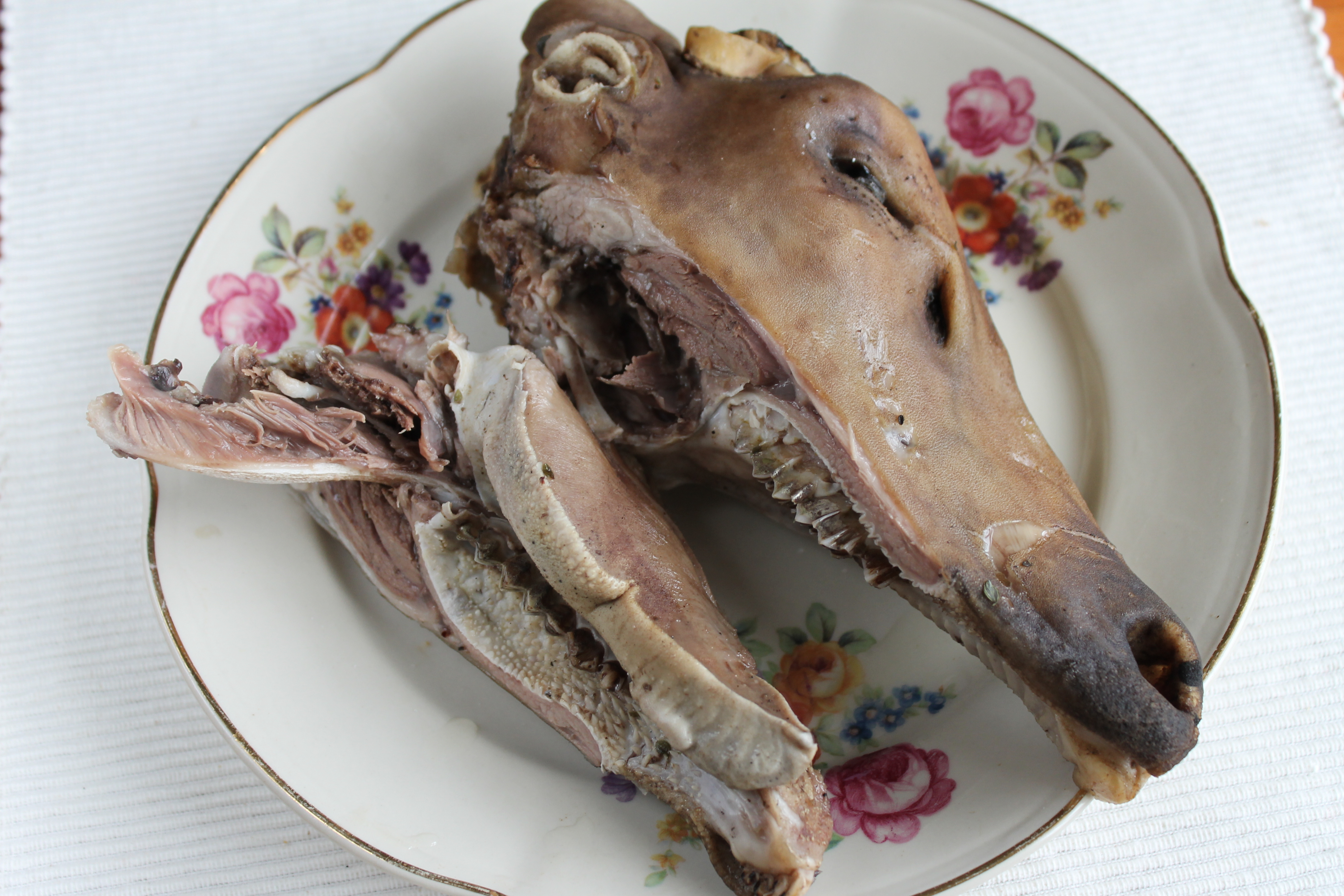

سوید (ایسلندی: Svið) Svið یک غذای سنتی ایسلندی است که شامل سر گوسفندی است که از وسط بریده می‌شود. سوید در ابتدا در زمانی پدید آمد که مردم نمی‌توانستند اجازه دهند هیچ بخشی از حیوان سلاخی شده هدر برود.

## تهیه
سوید بدین ترتیب تهیه می‌شود که ابتدا موها را می‌سوزانند، سپس سر را زیر آب سرد تمیز می‌کنند و در عین حال توجه ویژه ای به چشم‌ها و گوش‌ها دارند. سپس باید سر را از طول اره کرد و مغز را جدا کرد. اگر ابتدا منجمد شود کثیف کاری کمتری دارد. مغزها را می‌توان با پوست پخت. وقتی برای پخت آماده شد، آن را در قابلمه می‌پزند و نمک درشت دانه اضافه می‌کنند و تا حدودی با آب روی غذا را می‌پوشانند. وقتی آب به جوش آمد، کف‌ها از بین می‌روند. سپس می‌توان سر را به مدت ۶۰ تا ۹۰ دقیقه بپزند، تا زمانی که گوشت پخته شود.(پیش از اینکه گوشت شروع به جدا شدن از استخوان کند). سپس می‌توان آن را فوراً، گرم سرو کرد، یا می‌توان آن را گذاشت تا خنک شود تا سرد سرو شود.